# 佐藤濯
佐藤 濯（さとう たく、1982年4月28日 - ）は、宮城県出身でレラカムイ北海道に所属していたバスケットボール選手である。宮城県仙台高校、日本体育大学卒業。ポジションはF。

## 来歴
仙台高で宍戸治一、志村雄彦らと共にウィンターカップ連覇を果たした。
その後、日本体育大学に進み、ヤングメン・ユニバーシアード日本代表に選出される。
卒業後は大塚商会を経て、2007年にレラカムイ北海道に加入。
2010年引退。
2018年12月から2019年までレバンガ北海道のU-15チームコーチ、2019年から仙台89ERSバスケットボールスクールコーチ、2022年から仙台89ERSのU15チームヘッドコーチを務めている。

## 経歴
- 仙台高 - 日本体育大学 - 大塚商会（2005年～2007年） - レラカムイ北海道（2007年～2010年）

## 日本代表歴
- 2001年ヤングメン世界選手権
- 2003年ユニバーシアード